# Jeff Beck Group (album)
Jeff Beck Group je čtvrté (respektive třetí) a zároveň poslední studiové album skupiny The Jeff Beck Group. Album vyšlo v roce 1972 u Epic Records a produkoval ho kytarista Steve Cropper.

## Seznam skladeb
| Pořadí         | Název                                     | Autor                           | Délka |
| -------------- | ----------------------------------------- | ------------------------------- | ----- |
| 1.             | Ice Cream Cakes                           | Beck                            | 5:40  |
| 2.             | Glad All Over                             | Schroeder, Tepper, Bennett      | 2:58  |
| 3.             | Tonight I'll Be Staying Here with You     | Dylan                           | 4:59  |
| 4.             | Sugar Cane                                | Beck, Cropper                   | 4:07  |
| 5.             | I Can't Give Back the Love I Feel For You | Simpson, Ashford, Holland       | 2:42  |
| 6.             | Going Down                                | Nix                             | 6:51  |
| 7.             | I Got to Have a Song                      | Wonder, Hunter, Hardaway, Riser | 3:26  |
| 8.             | Highways                                  | Beck                            | 4:41  |
| 9.             | Definitely Maybe                          | Beck                            | 5:02  |
| Celková délka: | Celková délka:                            | Celková délka:                  | 40:29 |

## Sestava
- Jeff Beck - kytara
- Bobby Tench - zpěv
- Clive Chaman - baskytara
- Max Middleton - klávesy
- Cozy Powell - bicí